# Košarkarsko društvo Nova Gorica mladi
Košarkarsko društvo Nova Gorica mladi so ljubitelji košarke ustanovili leta 2011, da bi nadaljevali košarkarsko tradicijo na Goriškem. Za svoje člane društvo organizira ter strokovno vodi vadbo v programih Košarkarski vrtec, Šola košarke, Mladinska šola in Članska košarka.
Društvo vsako leto povečuje obseg dela ter število članov, ki so vključeni v programe društva. Tako je društvo leta 2011 pričelo delati s približno 120 otroci v programu Šola košarke. Leta 2012 je bilo v programa Šola košarke in Mladinska šola vključenih že skoraj 200 članov. Leta 2013 je društvo zabeležilo rekorden vpis v Šolo košarke. Takrat je bilo v vse društvene programe vključenih skoraj 350 članov. Med leti 2014 in 2017 se je število aktivnih članov v društvenih programih gibalo okrog 300. V letu 2018 pa društvo beleži novo rekordno številko saj v vseh programih redno vadi več kot 350 članov.
Društvo je januarja 2013 je postalo polnopravni člani Košarkarske zveze Slovenije. Tako so pod okriljem društva v košarkarski sezoni 2013/14 prvič pričele s tekmovanjem v državnem prvenstvu ekipe mlajših pionirjev U12, starejših pionirjev U14, mlajših kadetov U15, starejših kadetov U16, mladinska ekipa U18 ter članska ekipa. Članska ekipa je bila podprvak 4. SKL in je napredovala v 3. SKL. Danes v državnem prvenstvu tekmuje 10 mladinskih ekip (U9, U10, U11, U12, U13, U14, U15, U16, U17 in U19) in članska ekipa.
Leta 2014 je društvo od Ministrstva za šport, znanost in tehnologijo pridobilo status društva v javnem interesu športa. 
Maja 2018 je društvo doseglo največji tekmovalni uspeh v svoji kratki zgodovini, saj je ekipa U15 postala državni podprvak.

## Uspehi
- Podprvaki 4. Slovenske košarkarske lige: 2013/14
- Podprvaki U15 slovenske lige: 2017/18

## Trenerji (od 2013)
Trener
|2013 - danes
| Jure Pušnar